# Temporada 2023 de TCR Spain
La Temporada 2023 del TCR Spain fue la tercera temporada de este campeonato, disputándose en solitario tras descontinuarse el CET. Tras incógnitas sobre su continuidad,  finalmente se anuncia el inicio de una nueva etapa del TCR Spain de la mano del piloto y empresario Gabriel Alonso y la exdirectora de comunicación de la RFEDA María Lanzón. Poco después se anuncia la unión de V-Line (promotor del GT-CER) a la organización del campeonato. Pese a disputarse en la segunda mitad del año y partir prácticamente de cero, se consigue un aumento progresivo del número de participantes y una buena respuesta de las escuderías nacionales con vehículos TCR a su alcance. Quique Bordas demuestra ser el piloto más regular llevándose el campeonato tras conseguir 6 podios en las seis primeras carreras. Álvaro García, Lewis Brown, Ruben Volt y Juan Ángel Rosso fueron los otros pilotos destacados de la temporada.

## Novedades del campeonato
- Se introduce la Copa TCR Spain, para la que puntúan los vehículos con Transmisión DSG y los Peugeot 308 Racing Cup.
- Pasan a disputarse 2 carreras de 25 minutos más 1 vuelta por ronda, en lugar de las 3 anteriores.
- Se elimina la puntuación por la vuelta rápida en carrera.

Sistema de puntuación
| Pts      | 10  | 7   | 5   | 4   | 3   | 2   | 1   |     |     |     |      |      |      |      |      |      |
| Carreras | Pos | 1.º | 2.º | 3.º | 4.º | 5.º | 6.º | 7.º | 8.º | 9.º | 10.º | 11.º | 12.º | 13.º | 14.º | 15.º |
| Carreras | Pts | 40  | 35  | 30  | 27  | 24  | 21  | 18  | 15  | 13  | 11   | 9    | 7    | 5    | 3    | 1    |

## Calendario
| Ronda | Ronda | Circuito                       | Fecha           | Acompaña a                               |
| ----- | ----- | ------------------------------ | --------------- | ---------------------------------------- |
| 1     | C1    | Circuito de Navarra            | 24 de junio     | F4 Española + Porsche Sprint Cup Ibérica |
| 1     | C2    | Circuito de Navarra            | 25 de junio     | F4 Española + Porsche Sprint Cup Ibérica |
| 2     | C1    | Autódromo do Estoril           | 1 de octubre    | F4 Española + Eurocup-3                  |
| 2     | C2    | Autódromo do Estoril           | 1 de octubre    | F4 Española + Eurocup-3                  |
| 3     | C1    | Circuito de Jerez              | 12 de noviembre | GT-CER + Copa Racer + Copa Saxo          |
| 3     | C2    | Circuito de Jerez              | 12 de noviembre | GT-CER + Copa Racer + Copa Saxo          |
| 4     | C1    | Circuito de Cataluña-Barcelona | 2 de diciembre  | GT-CER                                   |
| 4     | C2    | Circuito de Cataluña-Barcelona | 2 de diciembre  | GT-CER                                   |

## Escuderías y pilotos
| Escudería          | Coche                      | N.º | Piloto               | Cl. | Rondas |
| ------------------ | -------------------------- | --- | -------------------- | --- | ------ |
| Team VRT           | Peugeot 308 Racing Cup     | 4   | Marco Aguilera       | C J | Todas  |
| Team VRT           | Peugeot 308 Racing Cup     | 6   | Samu Pineda          | C   | 4      |
| Team VRT           | Peugeot 308 Racing Cup     | 18  | Iván Riera           | C J | 2      |
| Team VRT           | Peugeot 308 Racing Cup     | 28  | Antonio Albacete Jr. | C   | 1      |
| Team VRT           | Peugeot 308 Racing Cup     | 31  | Luis González        | C   | 3      |
| Aikoa Racing       | Audi RS3 LMS               | 5   | Filippo Barberi      | J   | 4      |
| Volcano Motorsport | Audi RS3 LMS               | 7   | Daniel Tkachenko     | J   | 1, 3-4 |
| Volcano Motorsport | Audi RS3 LMS               | 10  | Sergio Casalins      |     | Todas  |
| Monlau Motorsport  | CUPRA DSG                  | 8   | Erik Zabala          | C J | Todas  |
| Monlau Motorsport  | CUPRA León Competición TCR | 11  | Quique Bordas        | J   | Todas  |
| RC2 Racing Team    | AUDI RS3 LMS               | 12  | Rubén Fernández Gil  |     | 2, 4   |
| RC2 Racing Team    | AUDI RS3 LMS               | 19  | Felipe Fernández Gil |     | 4      |
| RC2 Racing Team    | CUPRA León Competición TCR | 22  | Igor Urien           |     | Todas  |
| RC2 Racing Team    | CUPRA León Competición TCR | 35  | Ernesto Olhagaray    |     | 2      |
| RC2 Racing Team    | AUDI RS3 LMS               | 35  | Ernesto Olhagaray    | 4   |        |
| RC2 Racing Team    | AUDI RS3 LMS               | 41  | Víctor Fernández Gil |     | 2-3    |
| Baporo Motorsport  | Audi RS3 LMS               | 13  | Amàlia Vinyes        |     | 2-4    |
| Comtoyou Racing    | Audi RS3 LMS               | 14  | Lewis Brown          |     | 2-4    |
| Comtoyou Racing    | Audi RS3 LMS               | 16  | Juan Ángel Rosso     |     | 1      |
| Comtoyou Racing    | Audi RS3 LMS               | 21  | Alex Lahoz           |     | 3-4    |
| Comtoyou Racing    | Audi RS3 LMS               | 30  | Álvaro García        | J   | Todas  |
| Comtoyou Racing    | Audi RS3 LMS               | 32  | Nicolas Baert        |     | 4      |
| Comtoyou Racing    | Audi RS3 LMS               | 63  | Miguel A. Romero     | J   | Todas  |
| Tomeno Racing      | CUPRA TCR DSG              | 20  | Laurent Puitgmal     | C   | 1      |
| Tomeno Racing      | CUPRA TCR DSG              | 23  | Miguel Villacieros   | C   | 2-4    |
| ALM Motorsport     | Honda Civic FL5 TCR        | 27  | Scott Sumpton        | J   | 3-4    |
| ALM Motorsport     | Honda Civic FL5 TCR        | 122 | Philip Lindberg      |     | 4      |
| ALM Motorsport     | Honda Civic FL5 TCR        | 127 | Ruben Volt           | J   | 4      |
| SMC Motorsport     | CUPRA León Competición TCR | 33  | Juan F. Gastañaga    |     | 3      |
| Esbjug Motorsport  | Honda Civic FL5 TCR        | 230 | Didrik Esbjug        |     | 4      |

| Ícono | Clase                          |
| ----- | ------------------------------ |
| C     | Eligible para la Copa TCR      |
| J     | Eligible para el Trofeo Junior |

## Clasificaciones

### Campeonato de Pilotos
| Pos | Piloto               | NAV | NAV | NAV | EST | EST | EST | JER | JER | JER | CAT | CAT | CAT | Retención  | Pts |
| --- | -------------------- | --- | --- | --- | --- | --- | --- | --- | --- | --- | --- | --- | --- | ---------- | --- |
| 1   | Quique Bordas        | T1  | 1   | 3   | T2  | 3   | 3   | T1  | 1   | 3   | T6  | 4   | 7   | (274 - 18) | 256 |
| 2   | Álvaro García        | T3  | 3   | 2   | T3  | 2   | Ret |     | 4   | 1   | T4  | 13  | 1   |            | 226 |
| 3   | Lewis Brown          |     |     |     | T1  | 1   | 2   | T4  | 2   | 2   | T5  | 5   | 4   |            | 213 |
| 4   | Sergio Casalins      | T4  | 4   | 4   | T7  | 4   | 1   |     | 6   | 6   |     | 7   | 5   | (210 - 18) | 192 |
| 5   | Igor Urien           | T7  | 5   | 5   | T5  | Ret | 4   | T6  | Ret | 4   |     | 10  | 14  |            | 122 |
| 6   | Miguel A. Romero     | T6  | 6   | 9   | T4  | 5   | 5   |     | Ret | 9   |     | 12  | Ret |            | 108 |
| 7   | Scott Sumpton        |     |     |     |     |     |     | T2  | 3   | 7   | T2  | 2   | Ret |            | 97  |
| 8   | Daniel Tkachenko     | T5  | 7   | 6   |     |     |     | T3  | Ret | 11  |     | 8   | 6   |            | 92  |
| 9   | Ruben Volt           |     |     |     |     |     |     |     |     |     | T1  | 1   | 2   |            | 85  |
| 10  | Juan Ángel Rosso     | T2  | 2   | 1   |     |     |     |     |     |     |     |     |     |            | 82  |
| 11  | Erik Zabala          |     | 8   | 8   |     | 7   | 10  |     | 8   | 12  |     | 17  | 16  |            | 81  |
| 12  | Marco Aguilera       |     | 10  | 7   |     | 8   | 9   |     | 10  | 13  |     | 18  | 15  |            | 74  |
| 13  | Amalia Vinyes        |     |     |     |     | 11  | 6   |     | Ret | 8   |     | 11  | 12  |            | 61  |
| 14  | Álex Lahoz           |     |     |     |     |     |     | T5  | 5   | 5   | T7  | Ret | Ret |            | 52  |
| 15  | Felipe Fernández Gil |     |     |     |     |     |     |     |     |     |     | 6   | 3   |            | 51  |
| 16  | Rubén Fernández Gil  |     |     |     | T6  | 6   | 13  |     |     |     |     | 9   | 11  |            | 50  |
| 17  | Víctor Fernández Gil |     |     |     |     | Ret | 7   | T7  | 7   | 10  |     |     |     |            | 48  |
| 18  | Didrik Esbjug        |     |     |     |     |     |     |     |     |     | T3  | 3   | Ret |            | 35  |
| 19  | Miguel Villacieros   |     |     |     |     | 9   | 12  |     | 12† | DNS |     | 19  | 17  |            | 27  |
| 20  | Antonio Albacete Jr. |     | 9   | 10  |     |     |     |     |     |     |     |     |     |            | 24  |
| 21  | Ernesto Olhagaray    |     |     |     |     | Ret | 8   |     |     |     |     | 15  | 13  |            | 21  |
| 22  | Iván Riera           |     |     |     |     | 10  | 11  |     |     |     |     |     |     |            | 20  |
| 23  | Luis González        |     |     |     |     |     |     |     | 9   | 14  |     |     |     |            | 16  |
| 24  | Philip Lindberg      |     |     |     |     |     |     |     |     |     |     | 16  | 8   |            | 15  |
| 25  | Filippo Barberi      |     |     |     |     |     |     |     |     |     |     | 14  | 10  |            | 14  |
| 26  | Nicolas Baert        |     |     |     |     |     |     |     |     |     |     | Ret | 9   |            | 13  |
| 27  | Juan F. Gastañaga    |     |     |     |     |     |     |     | 11  | 15  |     |     |     |            | 10  |
| 28  | Laurent Puitgmal     |     | 11† | DNS |     |     |     |     |     |     |     |     |     |            | 9   |
| 29  | Samu Pineda          |     |     |     |     |     |     |     |     |     |     | 20  | 18  |            | 0   |
| Pos | Piloto               | NAV | NAV | NAV | EST | EST | EST | JER | JER | JER | CAT | CAT | CAT | Retención  | Pts |

| Color     | Resultado                                                               |
| --------- | ----------------------------------------------------------------------- |
| Oro       | Ganador                                                                 |
| Plata     | 2.ª plaza                                                               |
| Bronce    | 3.ª plaza                                                               |
| Verde     | Finalizó en los puntos                                                  |
| Azul      | Finalizó sin puntos                                                     |
| Azul      | NC - No clasificado                                                     |
| Violeta   | Ret - No terminó (Carrera)                                              |
| Rojo      | DNQ - No se clasificó                                                   |
| Negro     | DSQ - Descalificado                                                     |
| Blanco    | DNS - No empezó (carrera)                                               |
| Blanco    | WD - Retirado (fin de semana)                                           |
| Blanco    | C - Carrera cancelada                                                   |
| Sin color | DNP - Inscrito pero no participó                                        |
| Sin color | INJ - Lesionado                                                         |
| Sin color | EX - Excluido                                                           |
| Estado    | Resultado                                                               |
| Negrita   | Pole position                                                           |
| Cursiva   | Vuelta rápida                                                           |
| †         | Abandona, pero clasifica al completar el porcentaje requerido para ello |

### TCR Cup
| Pos | Piloto               | NAV | NAV | NAV | EST | EST | EST | JER | JER | JER | CAT | CAT | CAT | Retención  | Pts |
| --- | -------------------- | --- | --- | --- | --- | --- | --- | --- | --- | --- | --- | --- | --- | ---------- | --- |
| 1   | Erik Zabala          | T1  | 1   | 2   | T1  | 1   | 2   | T1  | 1   | 1   | T1  | 1   | 2   | (345 - 35) | 310 |
| 2   | Marco Aguilera       | T2  | 3   | 1   | T3  | 2   | 1   | T2  | 3   | 2   | T2  | 2   | 1   | (311 - 30) | 281 |
| 3   | Miguel Villacieros   |     |     |     | T2  | 3   | 4   | T3  | 4†  | DNS | T3  | 3   | 3   |            | 161 |
| 4   | Antonio Albacete Jr. | T3  | 2   | 3   |     |     |     |     |     |     |     |     |     |            | 70  |
| 5   | Luis González        |     |     |     |     |     |     | T4  | 2   | 3   |     |     |     |            | 69  |
| 6   | Iván Riera           |     |     |     | T4  | 4   | 3   |     |     |     |     |     |     |            | 61  |
| 7   | Samuel Pineda        |     |     |     |     |     |     |     |     |     | T4  | 4   | 4   |            | 58  |
| 8   | Laurent Puitgmal     | T4  | 4†  | DNS |     |     |     |     |     |     |     |     |     |            | 31  |

| Pos | Piloto           | Pts |
| --- | ---------------- | --- |
| 1   | Quique Bordas    | 289 |
| 2   | Álvaro García    | 268 |
| 3   | Miguel A. Romero | 198 |
| 4   | Erik Zabala      | 177 |
| 5   | Marco Aguilera   | 171 |
| 6   | Daniel Tkachenko | 150 |
| 7   | Scott Sumpton    | 127 |
| 8   | Ruben Volt       | 85  |
| 9   | Iván Riera       | 47  |
| 10  | Filippo Barberi  | 43  |

| Pos | Equipo             | Pts |
| --- | ------------------ | --- |
| 1   | Monlau Motorsport  | 428 |
| 2   | Volcano Motorsport | 372 |
| 3   | RC2 Racing Team    | 326 |
| 4   | Team VRT*          | 261 |
| 5   | Baporo Motorsport  | 111 |
| 6   | Tomeno Racing      | 90  |
| 7   | SMC Motorsport     | 29  |